# Cayo Claudio Glabro
Cayo Claudio Glabro (Latín: Gaius Claudius Glaber) fue un militar romano que ostentó los cargos de Pretor y Legado en el 73 a. C. Durante la tercera guerra servil intentó cercar a Espartaco y sus compañeros de esclavitud en el monte Vesubio sin conseguirlo.
En la primera batalla del Monte Vesubio (73 a. C.), siendo contrario a la doctrina militar romana, y menospreciando completamente a los esclavos, Claudio Glabro estableció su campamento al pie de la montaña, donde descendía el único camino proveniente de la cúspide, sin establecer una valla de protección. Al tener conocimiento de este hecho, Espartaco adoptó un brillante plan. Hizo descender a sus hombres por la parte más escarpada del volcán, atados por cuerdas a la cepa de una vid silvestre, cayendo por sorpresa sobre los soldados romanos, causándoles numerosas bajas y obligando a los supervivientes a darse a la fuga desordenadamente, dejando el campamento en manos de los esclavos. Era la primera gran victoria de Espartaco, la batalla del Vesubio. Este mató con su propia mano el caballo de Glabro, y el romano protegido por sus centuriones, a duras penas logró escapar.

## En la cultura popular
- John Dall. Su personaje de Glabro en la película Espartaco (1960) fue libremente basado en Glabro.
- Ben Cross. Interpretó a Tito Glabro, basado en Claudio Glabro en la miniserie de televisión, Spartacus (2004), de la novela de Howard Fast con el mismo nombre.
- Glabro fue interpretado por Craig Parker en la serie de televisión Spartacus: Blood and Sand.[2]